# Луцианы
Луцианы или лутьяны, или снэпперы (лат. Lutjanus) — род лучепёрых рыб семейства луциановых. Встречаются в тропических и субтропических зонах Атлантического, Индийского и Тихого океанов.

## Описание
Спинной плавник непрерывный, с 10—11 колючими и 11—16 мягкими лучами. Между остистым и мягким участками спинного плавника имеется небольшая выемка. Грудные плавники с 15—18 мягкими лучами.

## Виды
В мировой фауне насчитывается 73 вида рода.
- Lutjanus adetii (Castelnau, 1873) — Восточноавстралийский луциан, или прелестный луциан[1]
- Lutjanus agennes Bleeker, 1863 — Оливковый луциан, или африканский красный луциан
- Lutjanus alexandrei Moura et Lindeman, 2007
- Lutjanus ambiguus Poey, 1860 — Кубинский луциан
- Lutjanus analis Cuvier, 1828 — Луциан-парго, или рифовый король, или светлый луциан
- Lutjanus apodus Walbaum, 1792 — Луциан-кахи, или морской адвокат, или чёрный юрист
- Lutjanus aratus Günther, 1864 — Кофейный луциан, или кефалевый луциан
- Lutjanus argentimaculatus Forsskål, 1775 — Красный луциан
- Lutjanus argentiventris Peters, 1869 — Жёлтый луциан, или серебристобрюхий луциан
- Lutjanus bengalensis Bloch, 1790 — Бенгальский луциан
- Lutjanus biguttatus (Valenciennes, 1830) — Двухпятнистый луциан, или белополосый луциан
- Lutjanus bitaeniatus (Valenciennes, 1830) — Индонезийский луциан
- Lutjanus bohar Forsskål, 1775 — Луциан-бохар
- Lutjanus boutton Lacepède, 1802 — Молуккский луциан, или лузонский луциан
- Lutjanus buccanella Cuvier, 1828 — Чёрный луциан, или чернопёрый луциан
- Lutjanus campechanus Poey, 1860 — Кампечинский луциан, или мексиканский луциан
- Lutjanus carponotatus Richardson, 1842 — Флаговый луциан, или золотополосый луциан
- Lutjanus coeruleolineatus Rüppell, 1838 — Синеполосый луциан
- Lutjanus colorado Jordan et Gilbert, 1882 — Красный луциан, или разноцветный парго
- Lutjanus cyanopterus Cuvier, 1828 — Луциан-кубера
- Lutjanus decussatus Cuvier, 1828 — Краснополосый луциан
- Lutjanus dentatus Duméril, 1861 — Бурый луциан, или африканский луциан
- Lutjanus dodecacanthoides Bleeker, 1854 — Луциан-первоцвет
- Lutjanus ehrenbergii Peters, 1869 — Луциан Эренберга
- Lutjanus endecacanthus Bleeker, 1863 — Гвинейский луциан
- Lutjanus erythropterus Bloch, 1790 — Краснопёрый луциан, или длиннопёрый луциан
- Lutjanus fulgens Valenciennes, 1830 — Золотой африканский луциан
- Lutjanus fulviflamma Forsskål, 1775 — Жёлто-красный луциан
- Lutjanus fulvus (Schneider, 1801) — Чернохвостый луциан, или тамбак
- Lutjanus fuscescens Valenciennes, 1830 — Азиатский луциан
- Lutjanus gibbus Forsskål, 1775 — Горбатый луциан, или кочинский луциан
- Lutjanus goldiei Macleay, 1882 — Папуанский луциан
- Lutjanus goreensis Valenciennes, 1830 — Западноатлантический луциан
- Lutjanus griseus Linnaeus, 1758 — Серый луциан, или кабайероте
- Lutjanus guilcheri Fourmanoir, 1959 — Желтопёрый луциан
- Lutjanus guttatus Steindachner, 1869 — Луциан-фламенко
- Lutjanus indicus
- Lutjanus inermis Peters, 1869
- Lutjanus jocu Bloch et Schneider, 1801 — Луциан-хоку, или луциан-собака
- Lutjanus johnii Bloch, 1792 — Пятнистый луциан, или луциан Джона
- Lutjanus jordani Gilbert, 1898 — Рыжий парго, или луциан Джордана
- Lutjanus kasmira Forsskål, 1775 — Кашмирский луциан, или жёлто-синий луциан
- Lutjanus lemniscatus Valenciennes, 1828 — Ленточный луциан
- Lutjanus lunulatus Park, 1797 — Серповидный луциан
- Lutjanus lutjanus Bloch, 1790 — Обыкновенный луциан
- Lutjanus madras Valenciennes, 1831 — Индийский луциан, или мадрасский луциан
- Lutjanus mahogoni Cuvier, 1828 — Вест-индский луциан, или луциан Махогони
- Lutjanus malabaricus Bloch et Schneider, 1801 — Малабарский темнобровый луциан
- Lutjanus maxweberi Popta, 1921 — Луциан Вебера
- Lutjanus mizenkoi Allen et Talbot, 1985 — Самоанский луциан
- Lutjanus monostigma Cuvier, 1828 — Тёмно-бурый луциан, или луциан танвайва
- Lutjanus notatus Cuvier, 1828 — Луциан-хази, или синеполосый луциан-хази
- Lutjanus novemfasciatus Gill, 1862 — Чёрный парго
- Lutjanus ophuysenii Bleeker, 1860
- Lutjanus peru Nichols et Murphy, 1922 — Перуанский луциан
- Lutjanus purpureus Poey, 1866 — Пурпурный луциан
- Lutjanus quinquelineatus Bloch, 1790 — Пятилинейный луциан
- Lutjanus rivulatus Cuvier, 1828 — Речной луциан, или маорийский луциан
- Lutjanus rufolineatus Valenciennes, 1830
- Lutjanus russellii Bleeker, 1849 — Полосатый луциан, или луциан Рассела
- Lutjanus sanguineus Cuvier, 1828 — Краснопёрый темнобровый луциан
- Lutjanus sebae Cuvier, 1816 — Трёхполосый луциан
- Lutjanus semicinctus Quoy et Gaimard, 1824 — Полинезийский луциан
- Lutjanus stellatus Akazaki, 1983 — Звёздный луциан
- Lutjanus synagris Linnaeus, 1758 — Краснохвостый луциан, или крапчатый луциан, или проходной снэппер, или бихайба
- Lutjanus timorensis Quoy et Gaimard, 1824 — Тиморский луциан
- Lutjanus viridis Valenciennes, 1846 — Зелёный луциан
- Lutjanus vitta Quoy et Gaimard, 1824 — Однополосый луциан
- Lutjanus vivanus Cuvier, 1828 — Шёлковый луциан, или желтоглазый луциан